# 里维耶尔 (安德尔-卢瓦尔省)
里维耶尔（法語：Rivière，法語發音：[ʁivjɛʁ] ⓘ）是法国安德尔-卢瓦尔省的一个市镇，位于该省西部，属于希农区。

## 地名
“里维耶尔”（Rivière）在法语中意为“河”。

## 地理
里维耶尔（47°8'45"N, 0°16'46"E）面积3.66 平方千米，位于法国中央-卢瓦尔河谷大区安德尔-卢瓦尔省，该省份为法国中西部省份，北起萨尔特省、东北接卢瓦-谢尔省，东南接安德尔省，南至维埃纳省，西临曼恩-卢瓦尔省。
与里维耶尔接壤的市镇（或旧市镇、城区）包括：昂谢、希农、克拉旺莱科托、利格雷。
里维耶尔的时区为UTC+01:00、UTC+02:00（夏令时）。

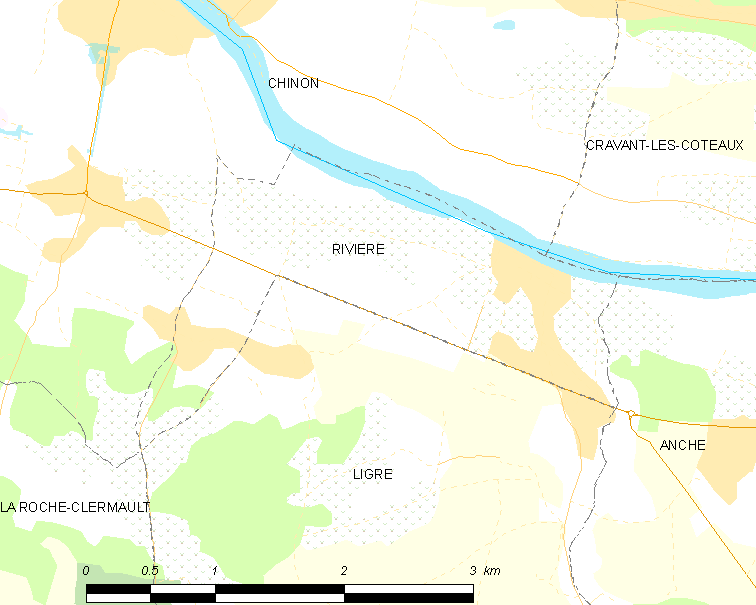
里维耶尔的OSM定位图

## 行政
里维耶尔的邮政编码为37500，INSEE市镇编码为37201。

## 政治
里维耶尔所属的省级选区为希农县。

## 人口

1962-2008年间里维耶尔人口变化图示

里维耶尔于2022年1月1日时的人口数量为700人。